# Bem-vindo à Selva (filme de 2013)
Bem-vindo à Selva (no original em inglês: Welcome to the Jungle) é um filme de comédia americano de 2013 dirigido por Rob Meltzer e estrelado por Jean-Claude Van Damme, Adam Brody, Megan Boone, Rob Huebel, Kristen Schaal e Dennis Haysbert. O filme estreou no Festival de Cinema de Newport Beach de 2013.

## Trama
Uma equipe de escritório participa de um seminário de formação de equipe de dois dias em uma ilha tropical. O grupo inclui Chris, um funcionário de escritório dócil e ex-escoteiro ; Phil, um valentão manipulador que rouba suas ideias; Lisa, uma gerente de RH e interesse amoroso de Chris; e Jared, um preguiçoso sarcástico. No entanto, quando o piloto é encontrado morto e Storm, seu ex-guia da Marinha, é atacado por um tigre, os funcionários do escritório precisam se defender sozinhos.
Phil tenta assumir a liderança, mas o grupo vota em Chris. Phil imediatamente quer sacrificar Javier para que possam comê-lo. Ele encontra um pouco de café e adiciona uma erva alucinógena que induz uma orgia entre alguns colegas de trabalho. Eles se dividiram em duas equipes. A equipe de Chris é formada por Lisa, Jared e Brenda. Phil alimenta sua equipe com mais ervas psicodélicas e se apresenta como Deus. A equipe de Chris encontra um prédio abandonado com suprimentos. Storm é revelado como estando vivo e não como um fuzileiro naval. A equipe de Chris é capturada pelo grupo de Phil, e Chris derrota Phil fingindo ser um Deus melhor. Um navio resgata os trabalhadores, exceto Phil, que fica para trás. Storm é preso por se passar por fuzileiro naval. Chris consegue o emprego de Phil, mas desiste, levando Lisa com ele. Também é revelado que Jared agora está namorando Brenda.

## Elenco
- Jean-Claude Van Damme as Storm Rothschild
- Adam Brody as Chris
- Megan Boone as Lisa
- Rob Huebel as Phil
- Kristen Schaal as Brenda
- Eric Edelstein as Jared
- Dennis Haysbert as Mr. Crawford
- Bianca Bree as Ashley
- Kristopher van Varenberg as Brett
- Robert Peters as Dale
- Aaron Takahashi as Troy
- Brian Tester as Senior Naval Officer
- Stephanie López as Stephanie
- Mark Sherman as Sailor Bob
- Michael J. Morris as Michael
- Zev Glassenberg as Luther the Intern

## Produção
As filmagens ocorreram em Porto Rico no início de 2012.

## Recepção
O Rotten Tomatoes, agregador de críticas, relata que 22% dos nove críticos pesquisados deram ao filme uma crítica positiva; a classificação média é 4/10. O Metacritic avaliou com 25/100 com base em sete avaliações. John DeFore, do The Hollywood Reporter, escreveu: "Um elenco decente fica preso em uma ilha deserta com um roteiro mais adequado para acender uma fogueira". Betsy Sharkey do Los Angeles Times escreveu que o filme não é engraçado ou inteligente o suficiente para funcionar como uma sátira ou farsa, embora não esteja claro qual era o objetivo do filme. Steven Rea, do The Philadelphia Inquirer, avaliou-o com 1,5/4 estrelas e chamou-o de "um livro descartável e desajeitado".